# Sint-Jan-de-Doperkerk (Housse)

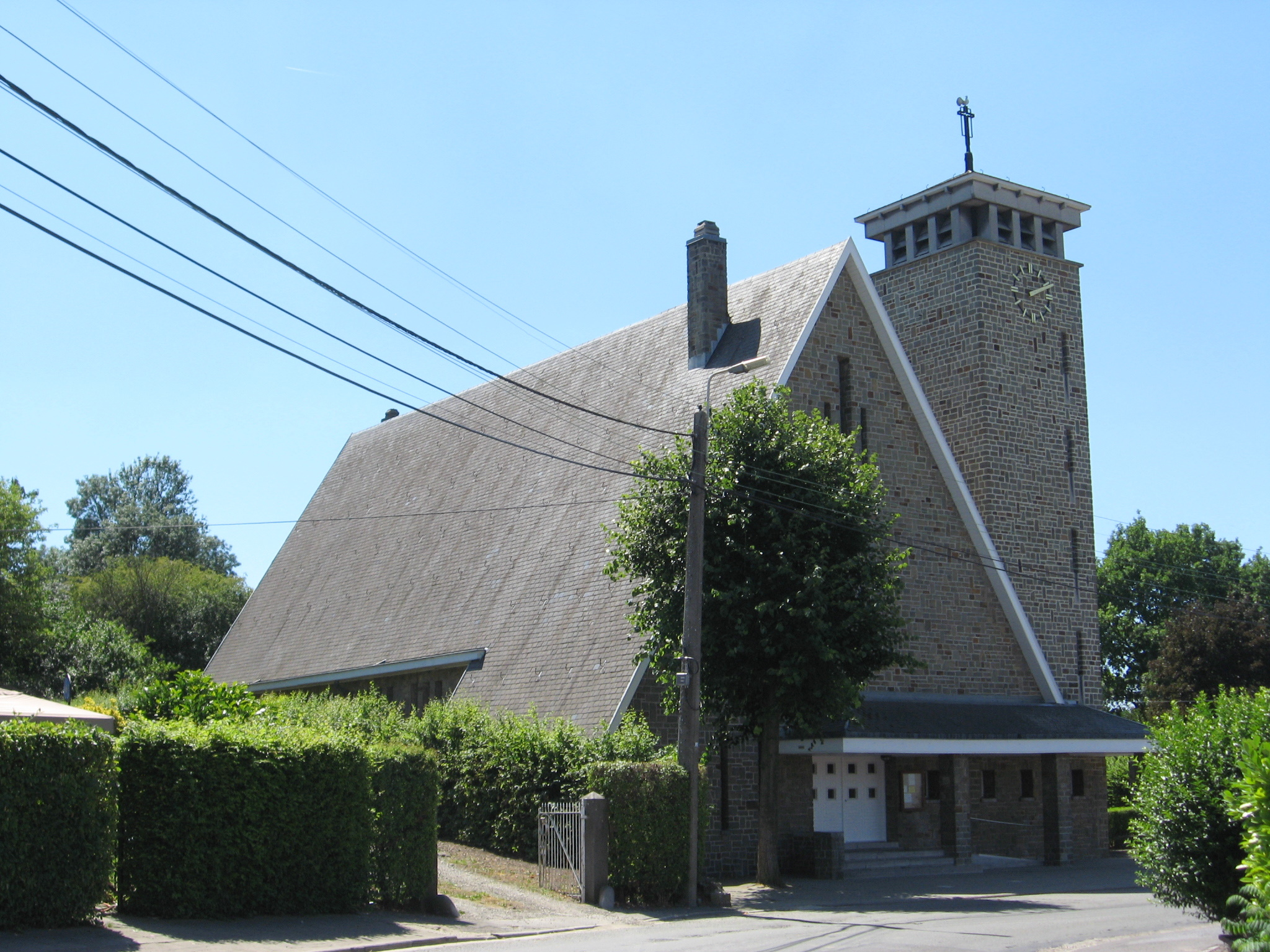
Sint-Jan-de-Doperkerk

De Sint-Jan-de-Doperkerk (Église Saint-Jean-Baptiste) is de parochiekerk van de tot de Belgische gemeente Blegny behorende plaats Housse, gelegen aan het Place de l'Église.

## Geschiedenis
Reeds in 1624 werd melding gemaakt van een kapel te Housse, die afhankelijk was van de Sint-Remigiusparochie te Saint-Remy. In 1803 werd deze kapel verheven tot parochiekerk. De kapel werd in 1835 en 1838 vergroot, maar in 1846 besloot men tot de bouw van een nieuwe kerk, waarbij de oorspronkelijke toren behouden bleef. De kerk werd gebouwd naar ontwerp van Mathieu Berleur en Jean-Charles Delsaux. In 1848 werd de kerk ingewijd.
In 1914 werd begonnen met vergroting van deze kerk en de bouw van een nieuwe toren. In 1941 echter werd deze kerk door oorlogshandelingen volledig verwoest en pas in 1960 bouwde men een nieuwe kerk naar ontwerp van L. Jacquemin.

## Gebouw
Het betreft een zaalkerk op rechthoekige plattegrond in modernistische stijl met aangebouwde vierkante toren. De kerk wordt gedekt door een hoog zadeldak. en werd, evenals de toren, uitgevoerd in zandsteenblokken.

## Interieur
De kerk bezit een schilderij door Henri Deprez uit 1790, voorstellende de Heilige Drievuldigheid. Ook bezit zij houten beelden van de Engelbewaarder en de Aartsengel Michael, van omstreeks 1705;